# Kabayaki

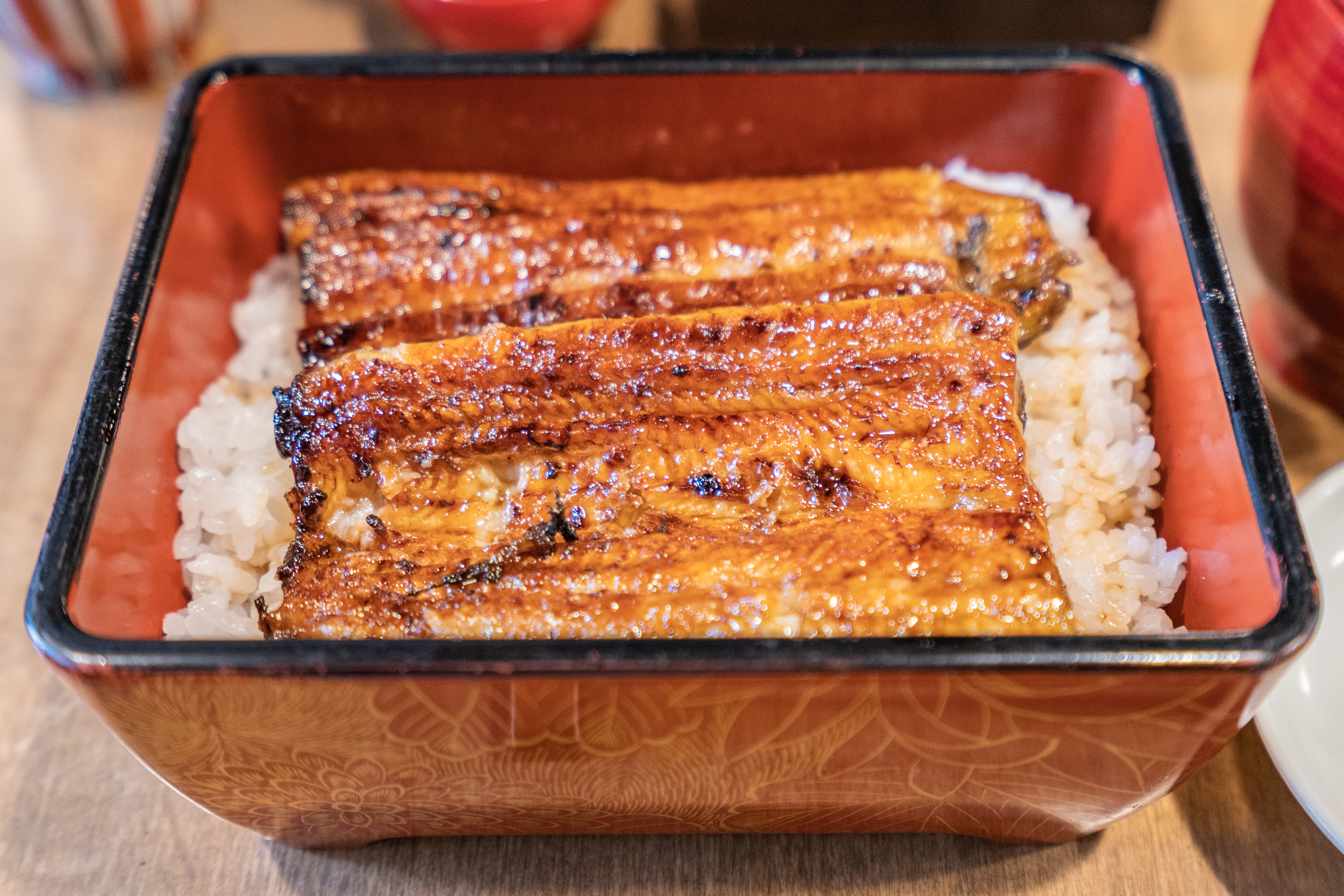
Unaju (鰻重)

Kabayaki (蒲焼き (蒲燒き) (Bồ thiêu)/ かばやき/ カバヤキ kaba-yaki, hay còn gọi là lươn nướng) là một món ăn trong ẩm thực Nhật Bản có thành phần chính lấy từ thịt lươn đặc biệt là loại lươn Unagi (ウナギ), là một món ăn được đánh giá cao vì hương vị mà còn bởi giá độ dai mà còn bởi tính bổ dưỡng, giàu đạm, vitamine E, A, khoáng chất. Đây là món ăn truyền thống ăn trong ngày nóng nhất của mùa hè (trên Ngày Kỷ Sửu theo lịch âm) để cung cấp sức dẻo dai và sức sống cho phần còn lại của năm. Unagi trong tiếng Nhật nghĩa là lươn, chúng sinh ở biển sau đó di trú đến sông, suối và các đầm lầy, kênh rạch. Nhiều vùng đảo Nhật Bản nổi tiếng với lươn Unagi và trở thành những vùng sản xuất lươn.

## Chế biến

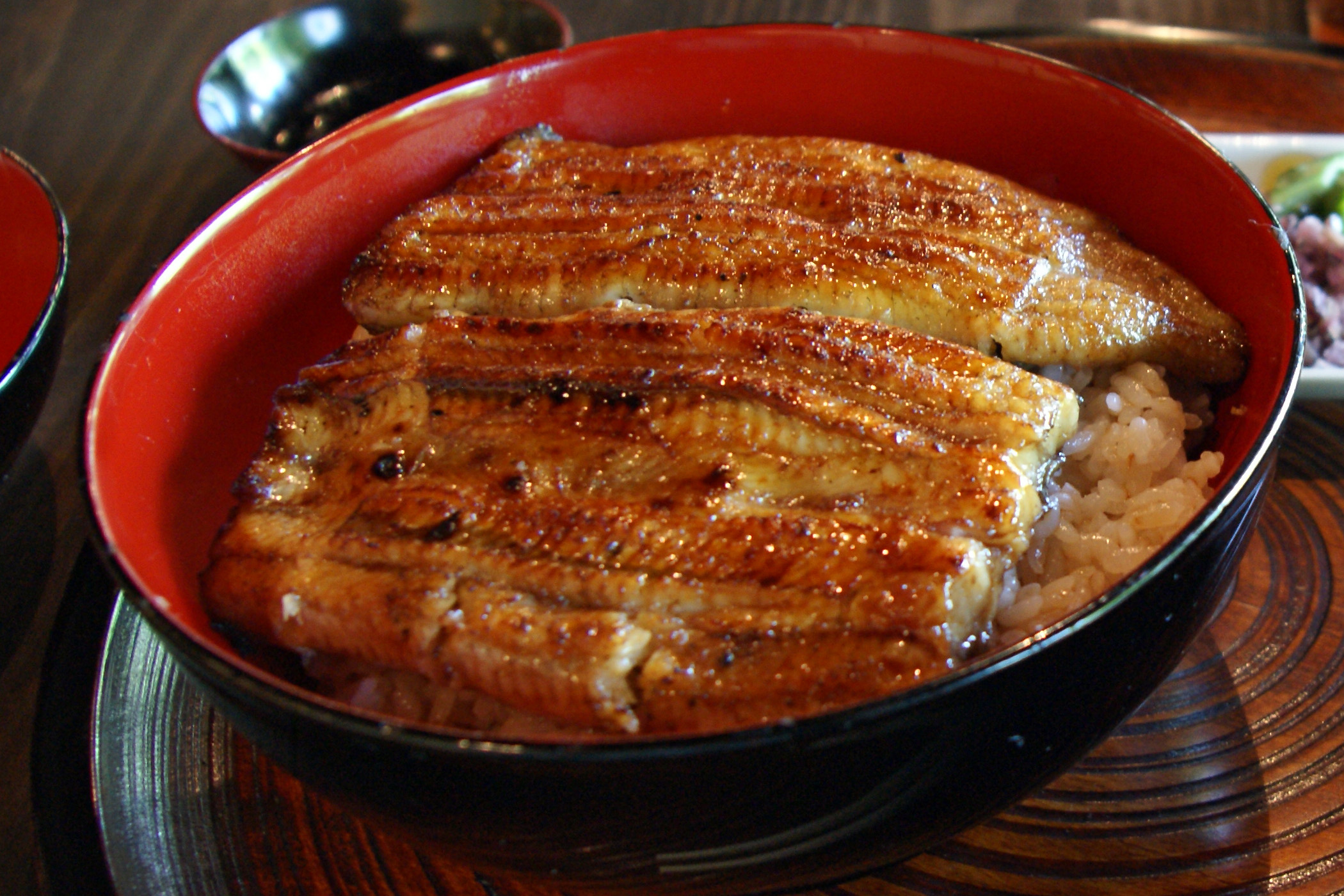
Unadon (鰻丼)

Con lươn được làm sạch, tách đôi, bỏ xương, xiên que tre và tẩm xì dầu ngọt rồi nướng trên than củi làm lớp mỡ lươn sẽ được loại bỏ nhưng lớp thịt bên trong vẫn đủ ẩm, lớp da giòn thơm. Yêu cầu của công đoạn này là nhiệt độ của bếp nướng luôn phải được duy trì ở mức ổn định, không quá nóng và cũng không quá nguội. Theo truyền thống, lươn phải được nướng trên bếp than. Các miếng thịt lươn sẽ được trở mặt liên tục đến khi vàng đều và không bị cháy khét. Sau khi nướng xong thì rút xiên khỏi miếng lươn đặt lên trên bát cơm, hộp cơm như bento cùng với một số rau củ muối và canh hoặc ăn với sushi cơm cuộn.
Những miếng lươn nướng chưa tẩm gia vị được gọi là Shira-yaki và nó thường được phục vụ như một hors d'oeuvre và đồ uống. Một số người thích Shira-yaki vì muốn thưởng thức vị ngọt tự nhiên của thịt lươn. Một kiểu lươn nướng khác là shiroyaki tức vẫn nướng trên than củi nhưng không tẩm loại sốt nào cả. Nướng chín xong lươn có thể bày ra thưởng thức với wasabi hoặc xì dầu Nhật. Ở vùng Kansai (Osaka xung quanh) bước hấp được bỏ qua và lươn được nướng lâu hơn, đốt cháy các chất béo dư thừa và tạo ra một lớp da đẹp mắt.
Để trở thành món Kaba-yaki, Shira-yaki phải được cho vào nồi gỗ, hấp cách thủy khoảng 40 phút để thịt lươn thật mềm nhưng vẫn giữ được vị ngọt. Lươn hấp xong sẽ được nhúng vào nước tương và đưa lên bếp than nướng lại lần nữa. Để miếng thịt lươn có màu sắc đẹp và hương vị đậm đà hơn, người đầu bếp sẽ rưới nước tương Koikuchi shoyu lên bề mặt thịt lươn. Miếng lươn sẽ được tẩm Koikuchi shoyu và nướng nhiều lần cho đến khi miếng thịt lươn chuyển thành màu đỏ bắt mắt. Trước khi đưa lên bàn ăn, những miếng thịt lươn nướng sẽ tiếp tục được nhúng qua nước tương Koikuchi shoyu một lần nữa.

## Lich sử

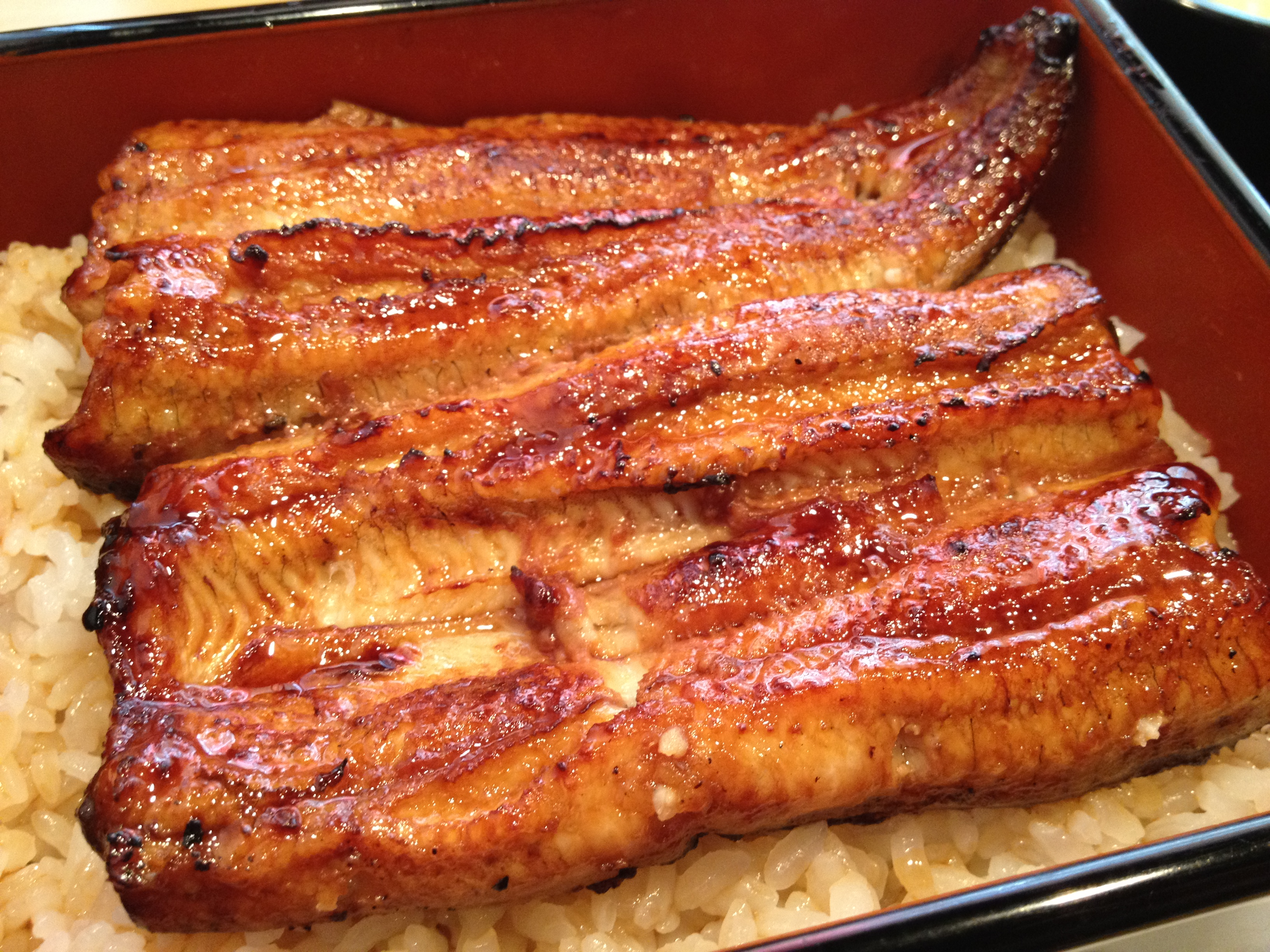
Unagi kabayaki

Lươn là món được phát hiện và phổ biến một cách tình cờ vào thời Edo (1603 - 1868). Một chủ quán lươn đang làm ăn đi xuống đã cầu kiến Hiraga Gennai ông này nói rằng việc ăn những thực phẩm có chữ "U" trong ngày Doyo ushi no hi (ngày nóng nhất trong năm), sẽ có thể chống lại sự khắc nghiệt của mùa hè. Chủ cửa hàng hãy dán câu "Hôm nay là ngày Doyo no hi" trước cửa hiệu. Quả thực sau đó hoạt động kinh doanh của quán trở nên thịnh vượng và phát đạt. Tập quán ăn lươn trong ngày "Ushi no hi" hàng năm ra đời từ đó. Theo các câu chuyện dân gian Nhật, nếu bạn ăn lươn vào ngày "Ushi no hi" sẽ khỏe mạnh, dẻo dai hơn trong cả năm và người Nhật dành cả một ngày giữa mùa hè để ăn lươn gọi là "Doyo ushi no hi" (Ngày hội ăn lươn).